# Mockery (film 1912)
Mockery è un cortometraggio muto del 1912 diretto da Larry Trimble.

## Produzione
Il film fu prodotto dalla Vitagraph Company of America.

## Distribuzione
Distribuito dalla General Film Company, il film - un cortometraggio in una bobina - uscì nelle sale cinematografiche statunitensi il 5 giugno 1912. Nel Regno Unito, fu distribuito il 13 agosto 1912.